# 板取村立中切小学校
板取村立中切小学校 （いたどりそんりつ なかぎりしょうがっこう）は、かつて岐阜県武儀郡板取村（現・関市）に存在した公立小学校。

## 概要
- 武儀郡板取村の北部（中切）の小学校であった。1978年、島口小学校と統合。板取北小学校の新設により廃校。
- 校舎は板取北小学校に引き継がれた。

## 沿革
中切小学校は1907年、岩本地区の岩本尋常小学校と保木口地区の保木口尋常小学校を統合し、中切地区に開校した小学校である。その後、岩本地区と保木口地区が分立し、それぞれ小学校を設置した。
- 1907年（明治40年） - 岩本尋常小学校と保木口尋常小学校を統合、中切尋常小学校として開校。校区は中切・岩本・保木口。
- 1908年（明治41年） - 保木口尋常小学校が分離する。岩本分教場を設置。
- 1912年（明治45年） - 新築移転。
- 1913年（大正2年） - 岩本分教場が岩本尋常小学校として独立。これにより校区は中切地区のみとなる。
- 1937年（昭和12年） - 明石[注釈 6]に明石分教場を設置。
- 1939年（昭和14年） - 明石分教場を廃止。
- 1941年（昭和16年）4月1日 - 中切国民学校に改称する。
- 1947年（昭和22年）4月1日 - 板取村立中切小学校に改称する。
- 1970年（昭和45年）3月 - 岩本小学校が廃校。児童の一部が転入する。
- 1973年（昭和48年）3月 - 保木口小学校校区の一部（杉原、及び田口の一部）の住民が中切小学校への通学を主張。この地域の児童は中切小学校へ転校する。
- 1978年（昭和53年）3月 - 統合により廃校。